# Martin Hansen (piłkarz)
Martin Hansen (ur. 15 czerwca 1990) – duński piłkarz grający na pozycji bramkarza w Odense Boldklub.

## Kariera klubowa
Hansen przeniósł się do Liverpoolu z Brøndby IF w 2006 roku. 27 lipca 2011 roku został wypożyczony na miesiąc do Bradford City. W 2012 roku odszedł z Liverpoolu i został zawodnikiem Viborg FF. W 2013 roku przeszedł do FC Nordsjælland, a rok później do ADO Den Haag. 11 sierpnia 2015 roku strzelił gola w 95. minucie ligowego meczu z PSV Eindhoven. To trafienie dało jego drużynie remis. W 2016 roku przeszedł do FC Ingolstadt 04. W sezonie 2017/2018 był wypożyczony do Sc Heerenveen, a w 2018 roku został zawodnikiem FC Basel. Rok później podpisał umowę ze Strømsgodset IF do końca sezonu 2019. Po jej wypełnieniu został piłkarzem Hannoveru 96. 1 sierpnia 2022 roku podpisał kontrakt z Odense Boldklub. W sezonie 2023/2024 jego zespół spadł do 1. division.

## Kariera reprezentacyjna
Hansen reprezentował Danię na szczeblach młodzieżowych.